# Thatcher (Arizona)
Pour les articles homonymes, voir Thatcher (homonymie).
Thatcher est une municipalité américaine du comté de Graham, en Arizona.

## Géographie
Selon le Bureau du recensement des États-Unis, la municipalité s'étend en 2010 sur une superficie de 6,73 milles carrés (17,43 km2), dont 6,71 milles carrés (17,38 km2) de terres et 0,02 mille carré (0,05 km2) d'eau.

## Histoire
Durant l'été 1881, le pionnier mormon John M. Moody achète un vieux ranch à 8 km à l'est de Smithville, sur la rive sud de la rivière Gila. L'année suivante, plusieurs familles s'étaient installée à ses côtés. En 1884, 119 personnes y vivaient. Thatcher est fondée à cet emplacement en 1888.
Sous l'impulsion du dirigeant mormon Layton, qui choisit Thatcher comme siège du stake (qui regroupe plusieurs congrégations), la ville s'accroit rapidement et compte 716 habitants en 1897. Elle est incorporée sous le statut de town en 1899. Cependant, Thatcher se développe moins vite que la ville voisine de Safford, qui devient le centre d'affaires de la vallée de la Gila.

## Démographie
Selon le recensement de 2010, la ville compte 4 865 habitants. Sa population est estimée à 5 138 habitants au 1er juillet 2018
| Groupe          | Thatcher (2017) | Arizona (2018) | États-Unis (2018) |
| --------------- | --------------- | -------------- | ----------------- |
| Blancs          | 90,2            | 82,8           | 76,5              |
| Afro-Américains | 0,7             | 5,1            | 13,4              |
| Amérindiens     | 2,5             | 5,3            | 1,3               |
| Asiatiques      | 1,1             | 3,7            | 5,9               |
| Océaniens       | 0,1             | 0,3            | 0,2               |
| Métis           | 1,9             | 2,9            | 2,7               |
|                 |                 |                |                   |
| Hispaniques     | 22,5            | 31,6           | 18,3              |

Le revenu par habitant était en moyenne de 19 952 dollars par an entre 2013 et 2017, inférieur à la moyenne de l'Arizona (27 964 dollars) et à la moyenne nationale (31 177 dollars). Sur cette même période, 15,8 % des habitants de Thatcher vivaient sous le seuil de pauvreté (contre 14,9 % dans l'État et 11,8 % à l'échelle des États-Unis).
| 1890 | 1900 | 1910 | 1920 | 1930 | 1940  | 1950  | 1960  |
| ---- | ---- | ---- | ---- | ---- | ----- | ----- | ----- |
| 320  | 644  | 904  | 899  | 895  | 1 106 | 1 284 | 1 581 |

| 1970  | 1980  | 1990  | 2000  | 2010  | - | - | - |
| ----- | ----- | ----- | ----- | ----- | - | - | - |
| 2 320 | 3 374 | 3 763 | 4 022 | 4 865 | - | - | - |

## Éducation
Thatcher accueille le principal campus de l'Eastern Arizona College (en), le plus ancien collège communautaire de l'État.